# 香川県立保健医療大学
香川県立保健医療大学（かがわけんりつほけんいりょうだいがく、英語: Kagawa Prefectural University of Health Sciences）は、香川県高松市牟礼町原字山田281番地1に本部を置く公立大学。1999年創立、2004年大学設置。大学の略称は保医大。

## 概観

### 大学全体
香川県立医療短期大学を母体として設立された大学である。

### 建学の精神（校訓・理念・学是）

#### 基本理念
香川県立保健医療大学は、生命の尊厳を畏敬する深い人間愛を基盤として、教育、研究、地域貢献を推進します。 

生涯にわたる知の探究と自己の能力を開発していく力を有し、地域の保健医療をリードする人材を育成します。

国際的視野を有し、保健医療の発展に寄与する先駆的研究を進めます。

地域のニーズに応える保健医療に関する情報発信や教育研究拠点として活動します。

これらを通じ、「県民に一目置かれる大学」として、人々の健康で心豊かな未来を拓きます。

#### 教育目標
1.高い倫理観と教養を備えるとともに、深い人間愛に基づいて生命の尊厳を重んじることができる人間性豊かな人材を育成する。

2.看護学・臨床検査学に関する専門的知識・技術に基づいた総合的判断力を備え、実践することができる人材を育成する。

3.科学的思考力に基づいた豊かな創造性と探究心を持ち、生涯にわたり自らの能力の向上に努め、社会環境の変化や医療の高度化・多様化に適切に対応できる人材を育成する。

4.保健・医療・福祉における他の専門職と連携協働して、自らの役割と社会的使命を果たすことができる人材を育成する。

5.地域や国際社会の特性や問題を広い視野で理解し、多様な保健・医療・福祉の課題に適切に対応し、保健医療の向上に主体的に貢献できる人材を育成する。

#### 入学者受入方針
【看護学科】

1.科学的思考力を発展させる基礎学力を有している人

2.人間に関心があり、人との関わりに喜びを感じる人

3.状況判断ができ主体的に行動できる人

4.地域の看護実践の発展に貢献したい人

【臨床検査学科】

1.論理的思考に必要な基礎学力を有している人

2.責任感と協調性があり、主体的に行動できる人

3.知的好奇心が旺盛で、科学的な観察力を持つ人

4.臨床検査技術を基盤に、地域の多様な分野で活躍したい人

## 沿革

### 略歴
香川県立保健医療大学は、1999年に開学した香川県立医療短期大学を母体としている。2003年に文部科学大臣から設立認可を得て、2004年に開学した。

### 年表
- 2004年 4月 開学（保健医療学部看護学科、臨床検査学科）
- 2009年4月 大学院修士課程設置（保健医療学研究科）
- 2012年4月 助産学専攻科設置

## 基礎データ

### 所在地
- キャンパス（香川県高松市牟礼町原字山田281番地1）

### 象徴

#### 学章
香川県立保健医療大学の学章は、黄緑色のオリーブの実と、黄緑色および緑色の若葉を組み合わせた図案である。オリーブの実は人間愛や専門知識・技術が膨らむ様子を表しており、3枚の若葉は人間愛、探求、貢献の3つの理念を表現している。 

#### 学歌
松本圭蔵により作詞され、大出孝祐により作曲された『香川県立保健医療大学・学歌』が、香川県立保健医療大学の歌として定められている。 

## 教育および研究

### 組織

#### 学部
- 保健医療学部
  - 看護学科
  - 臨床検査学科

#### 研究科
- 保健医療学研究科
  - 看護学専攻（博士前期課程研究コース）
  - 看護学専攻（博士前期課程実践者養成コース）
    - 保健師課程
    - 助産師課程

  - 看護学専攻（博士後期課程）
  - 臨床検査学専攻（博士前期課程）
  - 臨床検査学専攻（博士後期課程）

#### 附属機関
- 地域連携推進センター
- 図書館

## 大学関係者と組織

### 大学関係者一覧
- 香川県立保健医療大学の人物一覧

## 対外関係

### 他大学との協定
- 放送大学学園と単位互換協定を結んでおり、放送大学で取得した単位を卒業に要する単位として認定することができる[7]
- 香川大学、徳島文理大学（多職種連携医療教育研究コンソーシアム）[8]

## 施設

### キャンパス
- 交通アクセス：JR高徳線志度駅、ことでん志度線原駅下車。

母体となった香川県立医療短期大学と施設を併用していた。

## 公式サイト
- 香川県立保健医療大学